# Kees Willemen
Kees Willemen (Rijen, 2 april 1943) is een Nederlands politiek tekenaar/cartoonist.
Willemen, die zijn carrière begon bij de schoolkrant "Pit" van het Tilburgse St.-Odulphuslyceum, verwierf faam in de jaren 60 en 70 van de twintigste eeuw.

## Biografie
Willemen studeerde aan de (toenmalige) Katholieke Universiteit Nijmegen Neerlandistiek en Geschiedenis (1961-1972), maar moest noodgedwongen om financiële redenen deze studies staken en ging de journalistiek in. Hij studeerde aan de Rijksuniversiteit Groningen Sumerisch en Akkadisch, twee spijkerschrifttalen (1989-1993) totdat deze studie wegens reorganisatie van het Instituut voor Talen en Culturen van Midden Oosten werd weg gereorganiseerd.
Als politiek tekenaar werkte hij voor dagbladen als De Waarheid, De Tijd, Het Vrije Volk, Trouw, de Volkskrant, Leeuwarder Courant en het Nieuwsblad van het Noorden. Verder werkte hij voor weekbladen als Propria Cures, het Nijmeegs Universiteitsblad, De Nieuwe Linie, De Haagse Post, De Groene Amsterdammer en de Universiteitskrant (UK) Groningen.

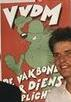
VVDM-poster met Willemens 'egeltje' als symbool van de VVDM

Daarnaast werkte hij als grafisch ontwerper voor tientallen actieclubs. Hij ontwierp het ‘egeltje': beeldmerk voor de Vereniging van Dienstplichtige Militairen waar hij de vaste tekenaar was voor ‘Twintig ‘, tweewekelijks later maandblad van die bond. 
Als journalist werkte hij voor Nijmeegs Universiteitsblad en bij Noorderbreedte, tijdschrift voor architectuur, landschap in de drie Noordelijke provincies.
Zijn politieke cartoons, affiches etc. zijn als collectie (10.000 stuks) onderdeel van het Beeldarchief van het Internationaal Instituut voor Sociale Geschiedenis in Amsterdam.
De Groningse universiteitsbibliotheek had in 2009 een tentoonstelling van het werk van Willemen. In hetzelfde jaar werd deze met wat minder items gepresenteerd in het Persmuseum onder de titel: "Een rebelse dorpstekenaar".

## Publicaties (selectie)
- Willemen: Politieke tekeningen. Amsterdam, Pegasus, 1980. ISBN 90-6143-173-5
- Willemen: Voer voor xenofoben. Groningen, Xeno, 1994. ISBN 90-6208-121-5
- Willemen: Grote verwachtingen. Academische perikelen van alledag. Cartoons over het dagelijks leven op een universiteit, Groningen met een inleiding van Mariëtte Hamer: Uitgeverij Xeno, 1996. ISBN 90 6208 128 2
- 'Getekend door een academisch leven'. Een halve eeuw Kees Willemen. Vijftig jaar, drie waterscheidingen! Tekeningen van Kees Willemen 1961-2009. Voorwoord van Trineke Hulshoff. Catalogus van de tentoonstelling gehouden in het kader van het 79-ste lustrum van de Rijksuniversiteit Groningen onder het thema 'Kunst en wetenschap', van vrijdag 15 mei t/m zondag 5 juli 2009. Groningen, 2009. Geen ISBN. Andere uitgave (met Jan Blaauw en CD-film van Remy Vlek): Amsterdam, Aksant, 2009. ISBN 978-90-5260-349-0
- Kees Willemen, 2006, Honderd omeletjes met roomkaas, met foto’s van Awoiska van der Molen en een inleiding van Martin Bril, Groningen: Uitgeverij Noorderbreedte . Interviews met 18-jarigen woonachtig in kleine dorpen in het Noorden.
- Jan Blaauw & Kees Willemen, 2009, Getekend door een academisch leven. Een halve eeuw Kees Willemen,  Amsterdam: Aksant.